# Championnat du Nicaragua de football 1992
Navigation
Saison précédente Saison suivante
La Primera División 1992 est la quarante-neuvième édition de la première division nicaraguayenne.
Lors de ce tournoi, le Real Estelí FC a tenté de conserver son titre de champion du Nicaragua face aux meilleurs clubs nicaraguayens.
Seulement deux places étaient qualificatives pour la Coupe des champions de la CONCACAF et une seule autre pour la Coupe des vainqueurs de coupe de la CONCACAF.

## Bilan du tournoi
| Tableau d'Honneur |              |
| Compétition       | Vainqueur    |
| Primera División  | Diriangén FC |

| Qualifications continentales 1992-1993       |                               |
| Coupe des champions de la CONCACAF           | Qualifiés                     |
| Premier tour de qualification                | Diriangén FC Juventus Managua |
| Coupe des vainqueurs de coupe de la CONCACAF | Qualifiés                     |
| Premier tour de qualification                | Deportivo Bautista            |

| Promotions et relégations   |         |
| Relégué en Segunda División | Inconnu |
| Promu de Segunda División   | Inconnu |